# Els Planots (Castellterçol)
Els Planots és una antiga plana agrícola convertida en bosc espès del terme municipal de Castellterçol, a la comarca del Moianès.
Es troba a la part sud-oriental del terme, a prop del límit amb Sant Quirze Safaja. És al sud de la Serra Llarga, al nord-oest de La Sesta i a prop a llevant de l'Era de les Cases.